# Текловка (Житомирская область)
Текловка (укр. Теклівка) — село на Украине, находится в Овручском районе Житомирской области.
Код КОАТУУ — 1824287906. Население по переписи 2001 года составляет 50 человек. Почтовый индекс — 11100. Телефонный код — 4148. Занимает площадь 0,683 км².

## Адрес местного совета
11131, Житомирская область, Овручский р-н, с.Хлупляны